# 本·波拉克
本·波拉克（英語：Benjamin "Ben" Polak，1961年12月22日—）是一位英国经济学和管理学教授
，在耶鲁大学开放课程中有开设24节课的《博弈论》（Game Theory）。